# Royalty (álbum)
Royalty é o sétimo álbum de estúdio do cantor estadunidense Chris Brown. Foi lançado em 18 de dezembro de 2015 pela editora discográfica RCA Records. O disco é a sequência do seu sexto álbum de estúdio "X" (2014).
Royalty é principalmente um álbum de R&B e R&B alternativo , contendo também músicas com influências de funk , pop e trap music . Seu conteúdo lírico foi descrito por Brown como uma "representação de onde eu estava na minha vida naquele momento". Para o álbum Brown colaborou principalmente com artistas e produtores underground, sendo o disco de Brown com menos participações também. Royalty  recebeu criticas mistas dos críticos da musica. O álbum estreou na terceira posição na Billboard 200, vendendo 184,000 copias equivalentes (164,000  considerando apenas vendas puras) na primeira semana.
Também se tornou seu oitavo álbum consecutivo a estrear entre os dez primeiros nos Estados Unidos. Royalty foi certificado como Platina pela Recording Industry Association of America (RIAA), por unidades equivalentes combinadas de 1.000.000 de unidades.Foram lançados quatro singles para a promoção do álbum, "Liquor", "Zero", "Back to Sleep" e "Fine By Me".
Brown dirigiu e lançou oito videoclipes para Royalty, os vídeos seguem uma sequência formando um filme. A Vice descreveu a série de videoclipes como uma "obra-prima de 34 minutos".  No MTV Video Music Awards de 2016 , Royalty foi indicada para "Breakthrough Long Form Video"

## Antecedentes e Gravação
As sessões de gravação de Royalty ocorreram no final de 2014 e ao longo de 2015 na Record Plant em Los Angeles , Califórnia.  Em novembro de 2015, durante uma entrevista ao Hot 97 , Brown explicou o significado do título, em homenagem a sua filha Royalty Brown:
O álbum se chama “Royalty” porque representa onde estou agora na minha vida, e minha filha é a maior parte da minha vida. 
Royalty é um álbum de R&B e R&B alternativo , contendo influências de funk , trap e música pop também. De acordo com Iyana Robertson do Vibe , Brown no álbum "mantém a ausência de um roteiro sonoro", apresentando "uma exibição pura e palpável de uma abordagem "fora da caixa" da música"

## Desempenho comercial
Royalty estreou na terceira posição na Billboard 200 vendendo 184,000 copias equivalentes (162,000 em álbuns comercializados) ficando atrás apenas dos sucessos comercias Purpose do canadense Justin Bieber e 25 da britânica Adele. O álbum marcou a sexta estréia do artista na primeira posição da Billboard Top R&B/Hip-Hop Albums. No Reino Unido, o álbum estrou na vigésima terceira posição na UK Albums Chart e na primeira posição da  UK R&B Chart, marcando seu quinto numero um no gráfico. Na segunda semana, o álbum se manteve no top-dez, caindo para a oitava posição vendendo 55,000 copies equivalentes (36,000 em álbuns comercializados). Até Dezembro de 2016 , o álbum teve 1.530.000 unidades comercializadas.

## Singles
O primeiro single do álbum, "Liquor", foi lançado em 26 de junho de 2015.  A música foi produzida por ToneStith. Em 22 de setembro de 2015, o videoclipe estreou, compartilhando junto com o videoclipe de " Zero".  A música já atingiu o pico de número 60 na Billboard Hot 100 dos EUA. 
O segundo single do álbum, "Zero", foi lançado em 18 de setembro de 2015.  A música foi produzida por Riley Bell, Matthew Burnett e Tushar Apte. Em 22 de setembro de 2015, o videoclipe de "Zero" foi lançado, enquanto compartilhava junto com o videoclipe de "Liquor". Desde então, a música atingiu o pico de número 80 na Billboard Hot 100 dos EUA. 
A música, intitulada "Back to Sleep" estreou via SoundCloud em 5 de novembro de 2015.  Foi lançada oficialmente como o terceiro single do álbum em 9 de novembro de 2015. A música foi produzida por Vinylz e Boi-1da . Em 14 de dezembro de 2015, Brown lançou o videoclipe de "Back to Sleep" em sua conta do YouTube e Vevo.  O vídeo começa, após a conclusão do videoclipe "Fine By Me" de Brown. Desde então, a música atingiu o pico de número 20 na Billboard Hot 100 dos EUA, tornando-se o single de Brown com maior sucesso da Royalty nos Estados Unidos . 
"Fine by Me" foi lançado, junto com a pré-encomenda no iTunes em 26 de novembro de 2015.  No dia seguinte, foi lançado oficialmente como o quarto single do álbum. A música foi produzida por The Monsters and the Strangerz . O vídeo começa no final de seu vídeo "Zero", e mostra um clipe de seu outro vídeo "Liquor". 

### Outras músicas
A faixa " Wrist" com Solo Lucci, foi lançada como parte do single de contagem regressiva, com a pré-encomenda do álbum em 4 de dezembro de 2015. Em 15 de dezembro de 2015, Brown carregou o videoclipe da música. 
A faixa "Anyway" foi lançada como um brinde instantâneo com pré-encomendas em 11 de dezembro de 2015. Foi produzida por BLAQTUXEDO e conta com participações especiais de Tayla Parx . 
O videoclipe de "Picture Me Rollin'" foi carregado e lançado em 17 de dezembro de 2015. Os artistas Scott Disick, French Montana, Cal Scruby, Kid Red, ASAP Ferg eASAP Rocky, fazem suas aparições neste vídeo. 
Em 18 de dezembro de 2015, Brown lançou o videoclipe de " Little More (Royalty) " em sua conta do YouTube e Vevo.  A música atingiu o pico de número 91 naBillboard Hot 100 dos EUA. 

## Recepção e Crítica
Royalty recebeu criticas levemente positivas dos especialistas. De acordo com o agregador de resenhas Metacritic, a pontuação média do álbum foi de 59/100, indicando "críticas mistas ou médias". 
| Críticas profissionais | Críticas profissionais |
| Pontuações agregadas   | Pontuações agregadas   |
| Fonte                  | Avaliação              |
| ---------------------- | ---------------------- |
| AOTY                   | 50/100                 |
| Metacritic             | 59/100                 |
| Avaliações da crítica  |                        |
| Fonte                  | Avaliação              |
| Allmusic               | [ 11 ]                 |
| Billboard              | 3.5 de 5 estrelas.     |
| HipHopDX               | 2.5 de 5 estrelas.     |
| Complex                | 2 de 5 estrelas.       |

Mikael Wood , do Los Angeles Times, expressou uma resposta positiva e elogiou sua música como "[carregando] uma energia convincente de vilão que é ainda mais potente por suas texturas doces e muitas vezes deliciosas". Brad Wete da Billboard afirmou que "canções como "Proof" provam que Brown pode fazer músicas de qualidade sobre dinâmicas de relacionamento", ao mesmo tempo em que afirma que Brown falha ao tentar alcançar o status de rei devido sua imaturidade ao dizer que: "E ele provavelmente deveria para o seu bem, fazer uma produção completa seguindo essa linha." Continuando com seus sentimentos conflitantes em relação às suas músicas sexualmente motivadas, ele argumentou que "É certo que a vida de um solteiro rico de 26 anos é cheia de aventuras com mulheres e noites selvagens. Isso parece ser uma coisa de arte imitando a vida. Mas se um dia Brown ascender ao próximo nível, provavelmente será porque ele começa a falar sobre a manhã seguinte. É hora de ele acordar."  
O editor da AllMusic, Andy Kellman, expressou uma resposta mista dizendo que o álbum "não está longe do material anterior em X cheio de farra e beligerância que dominou seu trabalho desde Exclusive, como a capa pode sugerir", e declarou "A maioria do que se segue é um passo qualitativo para trás do álbum anterior."  Marcus Dowling do HipHopDX afirmou que "Embora mostre progressão aqui, Chris Brown ainda está muito longe de ser o melhor homem e artista que pode ser."

## Faixas
| Royalty — CD – download digital – streaming |                           |                                          |         |  |
| N.º                                         | Título                    | Produtor(s)                              | Duração |  |
| 1.                                          | "Back to Sleep"           | Vinylz Boi-1da Ritter                    | 3:21    |  |
| 2.                                          | "Fine by Me"              | The Monsters and the Strangerz           | 3:27    |  |
| 3.                                          | "Wrist"                   | The MeKanics Khemasis Prince Chrishan A1 | 3:14    |  |
| 4.                                          | "Make Love"               | ToneStith                                | 3:50    |  |
| 5.                                          | "Liquor"                  | ToneStith The Aquarius                   | 3:44    |  |
| 6.                                          | "Zero"                    | Burnett Apte Bell                        | 3:34    |  |
| 7.                                          | "Anyway" (com Tayla Parx) | Blaq Tuxedo                              | 3:31    |  |
| 8.                                          | "Picture Me Rollin’"      | Dr3amforever                             | 3:13    |  |
| 9.                                          | "Who's Gonna (Nobody)"    | B.A.M.                                   | 4:33    |  |
| 10.                                         | "Discover"                | Danja Polow da Don                       | 4:25    |  |
| 11.                                         | "Little Bit"              | Blaq Tuxedo                              | 2:45    |  |
| 12.                                         | "Proof"                   | Ayo & Keyz of the Upperclassmen          | 4:01    |  |
| 13.                                         | "No Filter"               | Nonfiction                               | 3:06    |  |
| 14.                                         | "Little More (Royalty)"   | Razihel Autore The Audibles Poo Bear     | 4:20    |  |

| Royalty — Edição de luxo (faixas bonus) |                         |                |         |  |
| N.º                                     | Título                  | Produtor(s)    | Duração |  |
| 15.                                     | "Day One"               | JHawk C.P Dubb | 4:07    |  |
| 16.                                     | "Blow It in the Wind"   | Composer       | 4:08    |  |
| 17.                                     | "KAE"                   | Don City Beck  | 3:34    |  |
| 18.                                     | "U Did It" (com Future) | Dre Moon       | 3:33    |  |

| Royalty — f.y.e. Edição de luxo (faixas bonus) |              |                                  |         |  |
| N.º                                            | Título       | Produtor(s)                      | Duração |  |
| 19.                                            | "The 80's"   | Free School                      | 4:25    |  |
| 20.                                            | "Blue Jeans" | Metro Boomin Danja Sonny Digital | 3:05    |  |

| Royalty International – EP |                     |                                  |         |  |
| N.º                        | Título              | Produtor(s)                      | Duração |  |
| 1.                         | "Blood On My Hands" |                                  | 4:02    |  |
| 2.                         | "Shattered"         |                                  | 3:04    |  |
| 3.                         | "Lonely Dancer"     |                                  | 3:14    |  |
| 4.                         | "The 80's"          | Free School                      | 4:25    |  |
| 5.                         | "Blue Jeans"        | Metro Boomin Danja Sonny Digital | 3:05    |  |

Notas
- "Picture Me Rollin’" contem elementos de "Regulate" performada por Nate Dogg e Warren G.
- "Who's Gonna (Nobody)" contem elementos de "Nobody" performada por Keith Sweat e Athena Cage.
- "Proof" contem elementos de "My Heart Belongs to U" performada por Jodeci.
- "Discover" contem elementos de "I Can't Sleep Baby (If I)" performada por R. Kelly.

## Desempenho nas paradas

### Gráficos semanais
| Paradas (2015–16)                       | Melhor posição |
| --------------------------------------- | -------------- |
| Austrália (ARIA)                        | 14             |
| Austrália (ARIA Urban)                  | 2              |
| Áustria (Ö3 Austria Top 40)             | 54             |
| Bélgica (Ultratop Flandres)             | 48             |
| Bélgica (Ultratop Valônia)              | 85             |
| Canadá (Billboard)                      | 17             |
| Dinamarca (Hitlisten)                   | 26             |
| Países Baixos (Dutch Charts)            | 21             |
| Alemanha (Offizielle Deutsche Charts)   | 37             |
| Irlanda (IRMA)                          | 51             |
| Nova Zelândia (RMNZ)                    | 16             |
| Noruega (VG-lista)                      | 39             |
| Espanha (PROMUSICAE)                    | 57             |
| Suécia (Sverigetopplistan)              | 46             |
| Suíça (Schweizer Hitparade)             | 15             |
| Reino Unido (Official Albums Chart)     | 23             |
| Reino Unido (UK Digital Albums)         | 5              |
| Reino Unido (UK R&B Albums Chart)       | 1              |
| Estados Unidos (Billboard 200)          | 3              |
| Estados Unidos (Top R&B/Hip Hop Albums) | 1              |